# マリーナ (客船)
マリーナ（Marina）は、オーシャニア・クルーズが運航しているクルーズ客船。

## 概要
マリーナ級の1番船として、2011年1月19日、イタリアのフィンカンティエリ社セストリ・ポネンテ工場で竣工。本船はオーシャニア・クルーズ初の新造船で、船価は5億ドル。客室数は629室で、611室が海側客室（アウトサイド・キャビン）であり、うち591室はベランダ付きである。1月22日よりバルセロナ発のカナリア諸島・大西洋横断デビュークルーズを行い、2月4日にマイアミに入港。翌5日に同地で行われた命名式にて、TV番組司会者のメアリー・ハートによって命名され、8日よりマイアミ～サンフランシスコ間のパナマ運河クルーズに就航した。その後、冬期はカリブ海、夏期は地中海・北欧など欧州海域でクルーズを行っている。また同型の2番船が2012年に建造された。

## 同型船
2番船 「リヴィエラ（Riviera）」
2012年4月27日竣工。